# Michel Delacroix
Michel Delacroix nació el 26 de febrero de 1933 en París. Es un pintor francés cuyo estilo se integra en el arte naíf. Sus obras representan esencialmente escenas de calles parisinas.

## Biografía
Comenzó a pintar a la temprana edad de siete años justo al inicio de la ocupación alemana de París. La ciudad de París que aparece en sus cuadros hasta hoy en día es la París ocupada; había una ausencia casi total de los automóviles y farolas, la ciudad era tranquila y aislada. Sus paisajes urbanos muestran un París más simple del pasado, de su infancia en lugar de la metrópolis urbana de hoy.
Delacroix fue educado en la Escuela de Bellas Artes de París y pasó años experimentando con diversos estilos de pintura hasta que, a la edad de 35, él comenzó a producir obras en la tradición naíf, su estilo característico.
Su obra se encuentra en diversas colecciones públicas y privadas, incluyendo el Fonds National d'Art Contemporain de París y el Musée International d'Art Naïf. Las obras de Delacroix se han presentado en más de 300 exposiciones individuales solamente en los Estados Unidos, aunque también se han expuesto en Europa y Japón.
En 1994, Michel Delacroix fue seleccionado por el Comité Olímpico de Estados Unidos para ser el pintor oficial de los Juegos Olímpicos de Atlanta 1996. Varias obras suyas enmarcaron el Centenario de los juegos.
Delacroix sigue produciendo nuevas y originales obras para sus exposiciones individuales en todo el mundo.

## Distinciones
- Grand Prix des Amateurs d'Art (París 1973)
- Grand Prix de la Côte d'Azur (Cannes 1976)
- Premier Prix de Sept Collines (Roma (1976)